# Jan Andersen
Jan Andersen (Østerbro, 17 giugno 1945) è un ex calciatore danese, di ruolo centrocampista.

## Carriera

### Nazionale
Esordisce il 25 giugno 1969 contro la Svezia (0-1).

## Palmarès

### Club

#### Competizioni nazionali
- Coppa Svizzera: 1

Young Boys: 1976-1977